# العلاني
العلاني قرية في شمال غرب سوريا قريبة من الحدود مع تركيا وتتبع إدارياً لمنطقة حارم في محافظة إدلب. في تعداد أجراه المكتب المركزي للإحصاء عام 2004 كان عدد سكانها قد بلغ 3,279 نسمة.